# Paul Graf
Paul Edmund Graf, född 13 mars 1866 i Stockholm, död 28 september 1903 i Enköping, var en svensk konstnär. Han  var son till den portugisiske generalkonsuln William Graf och Francisca Catarina von Scriba. 
Graf inledde sina konststudier vid Kungliga Akademien för de fria konsterna i Stockholm 1885–1886, varefter han under en kortade period arbetade med etsning för Axel Tallberg. Efter studierna företog han ett flertal längre studieresor till bland annat Tyskland, Frankrike, Nordafrika och Amerika 1886-1895. Under sin vistelse i Frankrike studerade han för Léon Bonnat vid École des Beaux Arts i Paris 1885-1891. Graf utförde i impressionistisk teknik stämningslandskap, stadsmotiv från Brygge och genrebilder ur Dalarnas folkliv.
Han finns representerad på Nationalmuseum med målningen  Snölandskap, Göteborgs konstmuseum med målningen Månskensnatt, Karlshamns museum med porträttet av Wilhelm Smith, Skagens Museum i Danmark, Norrköpings konstmuseum, samt i franska statens konstsamlingar.